# ミケ・テ・ヴィーリク
ミケ・テ・ヴィーリク（マイク・テ・ウィーリク、Mike te Wierik、1992年6月8日 - ）は、オランダ・ヘンゲフェルデ出身のサッカー選手。エールディヴィジ・FCエメン所属。ポジションはDF。

## クラブ経歴
ヘラクレス・アルメロでプロキャリアをスタートさせ、2017年7月、FCフローニンゲンに3年契約で移籍した。
2020年2月6日、2020-21シーズンからダービー・カウンティFCに加入することが発表された。加入後数試合に出場するも、フィリップ・コクー監督は新しい環境に適応するのにはまだ時間がかかるとしてトップチームから外された。その後、コクーが解任されウェイン・ルーニーが暫定監督に就くも出番は訪れなかった。
2021年1月19日、3年半の契約でフローニンゲンに復帰。23日のSBVフィテッセ戦で2度目のフローニンゲンデビューを果たした。
2023年2月1日、FCエメンに加入した。